# Museu Nacional do Azulejo

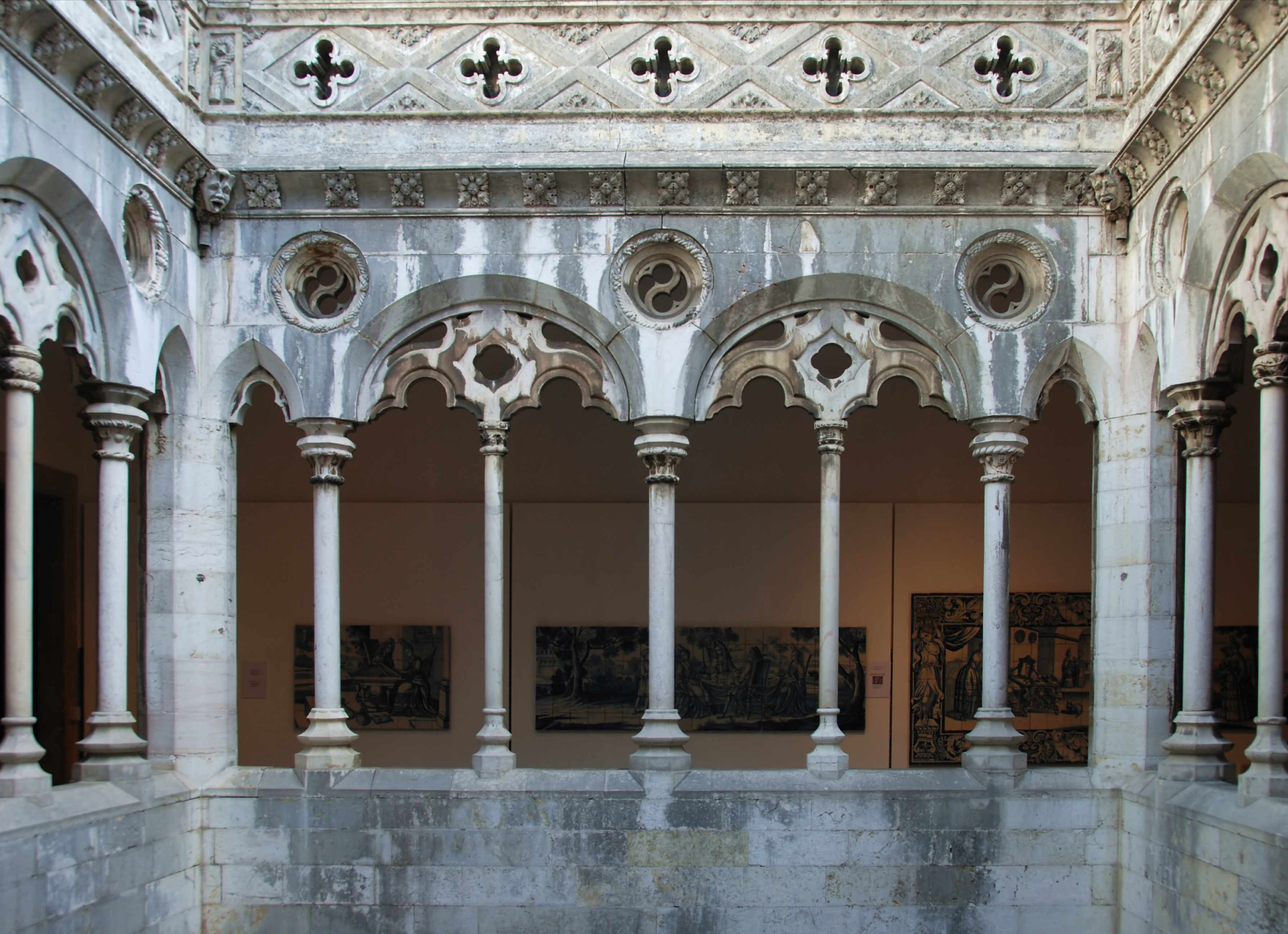
Kreuzgang des ehemaligen Klosters Madre de Deus, heutiges Museum

Museu Nacional do Azulejo ist ein Lissaboner Museum für die Azulejos, die für Portugal typischen Keramikfliesen.

## Gebäude (ehemaliges Kloster Madre de Deus)

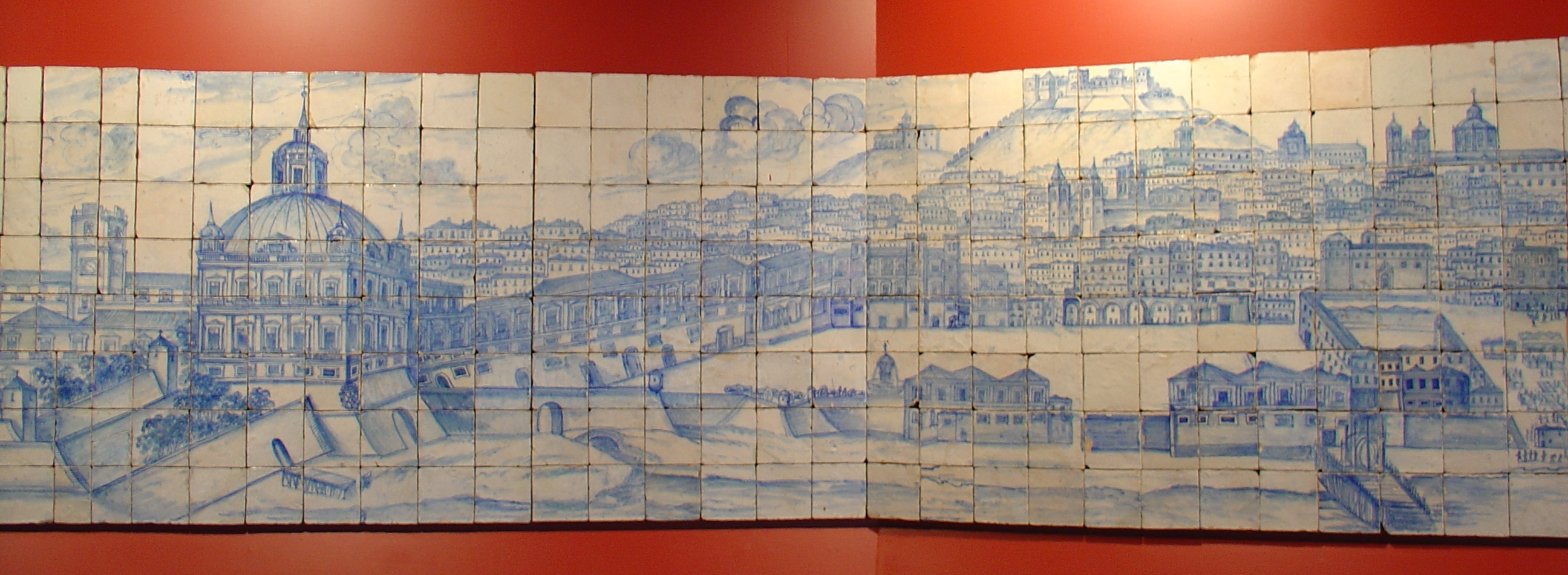
Der Terreiro do Paço vor dem Erdbeben von 1755, eine der bekanntesten Azulejos-Paneele der Welt

Das 1509 von Eleonore von Portugal (Dona Leonora de Bragança), Schwester von König Manuel I. von Portugal und Witwe von König Johann II. von Portugal gestiftete Klarissinen-Kloster Madre de Deus (Muttergottes) wurde bei dem Erdbeben 1755 nahezu vollständig zerstört. Die heutige Klosterkirche ist ein Werk des Barock. Die zweigeschossigen Renaissance-Kreuzgänge blieben vom Erdbeben verschont. König Johann III. von Portugal ließ das Kloster ausbauen, nach dem Erdbeben ließ es König Johann V. von Portugal restaurieren und wiederaufbauen. Die manuelinische Fassade wurde von dem Architekten João Maria Nepomuceno rekonstruiert. In der Kirche selbst sind holländische Azulejos zu sehen, eine Kassettendecke, Talha Dourada und Gemälde der Portugiesischen Schule des 16. Jahrhunderts. Auf Gemälden werden König Johann III. und seine Frau Katharina von Kastilien dargestellt. 1834 erfasste die Säkularisierung auch dieses Kloster, das zunächst als Asyl genutzt wurde. Eine der Kapellen ist dem heiligen Antonius geweiht. Königin Eleonore ist im Kloster beigesetzt.

## Das Museum
Das in den noch erhaltenen Kreuzgängen und Gebäuden untergebrachte Museum wurde 1960 eröffnet. Erster Direktor war der Azulejo-Forscher João Miguel Santos Simões. Seit 1980 trägt es den Titel „Nationalmuseum“ und ist seither faktisch unabhängig vom Museum für alte Kunst (Museu Nacional de Arte Antiga). Die Sammlung gibt einen Überblick über die Entwicklung der Kachelkunst im Zuge der Jahrhunderte. Bedeutendste Kachelgemälde sind eine Stadtansicht, die Lissabon 25 Jahre vor dem Erdbeben von 1755 zeigt und ein 25 Meter langes Fliesenbild aus 1300 Kacheln. Eine weitere Gemäldeserie ist das Paneel Nossa Senhora da Vida aus dem Jahre 1580, das auf über 1300 Kacheln die Geburt Jesu darstellt, sowie Azulejos-Porträts des englischen Königs Karl II. von England und seiner portugiesischen Ehefrau Katharina von Braganza. Die Azulejos-Paneele stammen meist aus der Zeit vom 15. bis zum 19. Jahrhundert und aus aufgelösten Klöstern des Landes oder Privathäusern des Großbürgertums. Die Geschichte des Kachelwesens in Portugal und die verschiedenen Herstellungsformen werden dargestellt, ebenso moderne und zeitgenössische Azulejo-Kunst.
Zur Sammlung gehören zahlreiche aus Arabien, Nordafrika und Flandern stammende Kacheln, etwa die des flämischen Kachel-Meisters Jan van Bogaert.
Eine Werkstatt für die Restaurierung der Paneele und der Reparatur der mehrere Millionen Fliesen umfassenden Sammlung befindet sich ebenfalls im Hause.